# Afbarwaaqo
Afbarwaaqo este un oraș din regiunea Mudug, Somalia. Se află la 176 km nord-est de Galkayo.